# 큰셀레베스쥐
큰셀레베스쥐(Taeromys callitrichus)는 쥐과에 속하는 설치류의 일종이다. 인도네시아 술라웨시섬에서만 발견된다.